# Списание за римска археология
Списание за римска археология (на английски: The Journal of Roman Archaeology, JRA) е академично списание за археология, обхващащо периода на Римската империя (700 г. пр.н.е. – 700 г.), включително периода на етруските. Създадено е през 1988 г., негов издател и главен редактор е Дж. Х. Хъмфри. Списанието първоначално е публикувано от катедрата по класически изследвания в Мичиганския университет.